# Robert Enke
Robert Enke (Jena, Alemania, 24 de agosto de 1977-Neustadt am Rübenberge, Alemania, 10 de noviembre de 2009) fue un futbolista alemán. Jugó de portero y su primer equipo fue el FC Carl Zeiss Jena. Participó en la selección de Alemania y en equipos como el Borussia Mönchengladbach, Tenerife, FC Barcelona, Fenerbahçe, SL Benfica y Hannover 96.

## Trayectoria

### Inicios de su carrera
Comenzó su carrera en las divisiones inferiores del club de su ciudad natal, el FC Carl Zeiss Jena, y trabajó hasta llegar al primer equipo durante la temporada 1995-96. Hizo su debut profesional el 11 de noviembre de 1995, contra el Hannover 96 en la 2. Bundesliga. Se le dio la oportunidad después que el portero Mario Neumann recibiera catorce goles en solo tres partidos, lo que provocó que el entrenador, Eberhard Vogel, confiara en el joven Enke. Enke jugó tres partidos durante noviembre de 1995, pero Neumann volvió a la titularidad y Enke no volvió a aparecer durante toda la temporada.
Tras esa experiencia, fue fichado por el club de la Bundesliga Borussia Mönchengladbach en el verano de 1996. Su carrera deportiva siguió por diversos equipos, destacando los equipos españoles F. C. Barcelona y en el CD Tenerife, el portugués Benfica y el Fenerbahçe turco. Enke retornó a Alemania en 2004 para jugar por el Hannover 96, el equipo contra el cual debutó. En ese equipo se mantuvo por cinco años.

## Selección nacional
Debutó en la selección de fútbol de Alemania el 28 de marzo de 2007 en un encuentro amistoso en la ciudad de Duisburgo ante Dinamarca con derrota de 0-1. En el momento de su deceso, era el portero titular de la selección alemana de fútbol tras retirarse Oliver Kahn y dejar de contar el seleccionador con Jens Lehmann. Participó como suplente durante la Eurocopa 2008, en la que Alemania alcanzó el segundo lugar.
Sin embargo, una infección intestinal, que al final resultó ser una excusa debido a su enfermedad, le impidió jugar los últimos cuatro encuentros de la clasificatoria europea para la Copa Mundial de Fútbol de 2010. Tampoco fue convocado a los amistosos contra las selecciones de Chile y Costa de Marfil a disputarse en noviembre de 2009.

### Participaciones en Eurocopas
| Copa          | Sede            | Resultado  | Partidos | Goles |
| ------------- | --------------- | ---------- | -------- | ----- |
| Eurocopa 2008 | Austria · Suiza | Subcampeón | 0        | 0     |

### Participaciones en Copa FIFA Confederaciones
| Copa                           | Sede   | Resultado    | Partidos | Goles |
| ------------------------------ | ------ | ------------ | -------- | ----- |
| Copa FIFA Confederaciones 1999 | México | Primera fase | 0        | 0     |

## Vida personal
Robert Enke contrajo matrimonio con Teresa y tuvieron una hija, Lara, que murió a los 2 años el 17 de septiembre de 2006 debido a un defecto de nacimiento llamado síndrome del corazón izquierdo hipoplásico. En mayo del 2009, la pareja adoptó una niña: Leila. El futbolista vivió con su familia en una pequeña granja en Empede, cerca de Neustadt am Rübenberge, hasta su muerte.
Junto con su esposa, estuvo involucrado en varias campañas a favor de los derechos de los animales. De hecho, Enke prestó su imagen a la organización por los derechos de los animales PETA.

## Suicidio

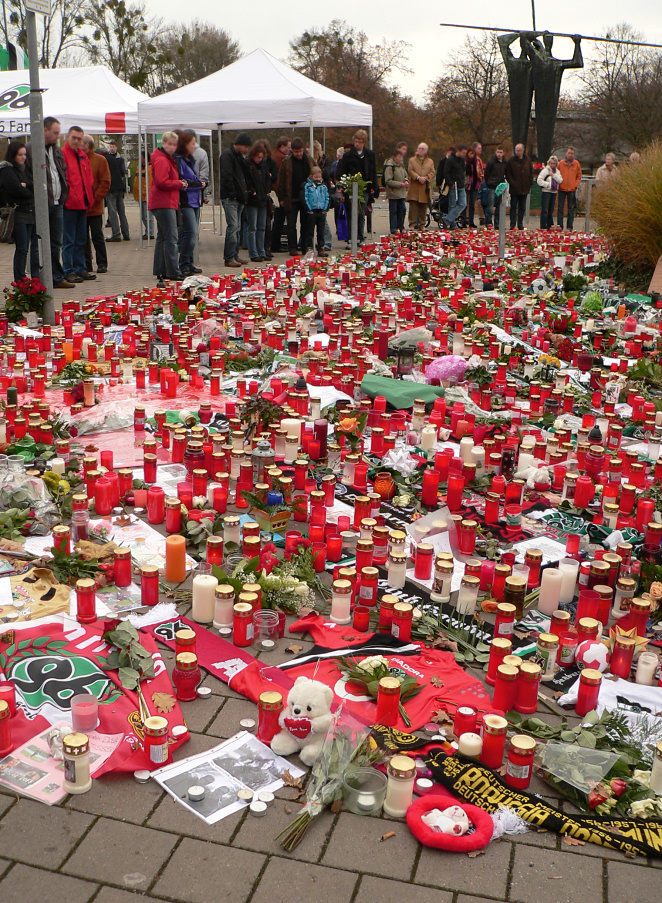
Homenajes a Enke a las afueras del AWD-Arena, en Hanóver

El 10 de noviembre de 2009, Robert Enke se suicidó arrojándose a las vías de un tren en movimiento en un paso a nivel en la localidad de Neustadt am Rübenberge, en las cercanías de la ciudad de Hanóver. Enke sufría depresiones desde su paso por el F. C. Barcelona y el Fenerbahçe, ya que tras sus actuaciones en ambos clubes sufrió temor al fracaso. Su depresión aumentó tras la muerte de su hija de dos años en el 2006, víctima de un paro cardíaco producido por una enfermedad que sufría desde su nacimiento. Hacía poco había vuelto a la consulta de su médico por causa de su depresión tras haberla superado; pero, aunque parecía que había mejorado, no fue así y se suicidó. Enke nunca quiso que sus depresiones se conocieran, ya que temía que eso perjudicara a su carrera deportiva y tenía miedo a que la agencia de adopción le quitase a su hija adoptiva.
Su suicidio causó conmoción en el fútbol alemán y en diversas partes del mundo. Cientos de aficionados dejaron flores y velas en conmemoración de Enke en la entrada del AWD-Arena, campo del Hannover 96. Los equipos en que jugó Enke realizaron sentidos homenajes en sus partidos. La canciller Angela Merkel dio sus condolencias a su familia, mientras que el partido amistoso ante Chile, a jugarse el 14 de noviembre, fue suspendido debido a la incapacidad de los jugadores del equipo para reponerse de la tragedia.

### Fundación Robert Enke
Su último club, Hannover 96, y el Deutsche Fussball Liga (DFL) participarán en la fundación en memoria del portero fallecido. La fundación se ocupará principalmente de la salud mental de los jugadores. «Estamos encantados de participar en la creación de esta fundación. En memoria de Robert Enke, la nueva institución se ocupará precisamente en el tema de la depresión», dijo Reinhard Rauball, presidente del (DFL).
Además, la fundación también se hará cargo de niños con afecciones cardíacas a petición de la viuda de Enke.

## Estadísticas

### Clubes
| Club                                | Temporada     | Div.          | Liga  | Liga  | Copas nacionales | Copas nacionales | Torneos internacionales | Torneos internacionales | Total | Total |
| Club                                | Temporada     | Div.          | Part. | Goles | Part.            | Goles            | Part.                   | Goles                   | Part. | Goles |
| ----------------------------------- | ------------- | ------------- | ----- | ----- | ---------------- | ---------------- | ----------------------- | ----------------------- | ----- | ----- |
| Carl Zeiss Jena · Alemania          | 1995-96       | 2.ª           | 3     | 0     | 0                | 0                | —                       | —                       | 3     | 0     |
| Borussia Mönchengladbach · Alemania | 1996-97       | 1.ª           | 0     | 0     | 0                | 0                | 0                       | 0                       | 0     | 0     |
| Borussia Mönchengladbach · Alemania | 1997-98       | 1.ª           | 0     | 0     | 0                | 0                | —                       | —                       | 0     | 0     |
| Borussia Mönchengladbach · Alemania | 1998-99       | 1.ª           | 32    | 0     | 4                | 0                | —                       | —                       | 36    | 0     |
| Borussia Mönchengladbach · Alemania | Total         | Total         | 32    | 0     | 4                | 0                | 0                       | 0                       | 36    | 0     |
| S.L. Benfica Portugal               | 1999-00       | 1.ª           | 26    | 0     | 1                | 0                | 6                       | 0                       | 33    | 0     |
| S.L. Benfica Portugal               | 2000-01       | 1.ª           | 26    | 0     | 4                | 0                | 2                       | 0                       | 32    | 0     |
| S.L. Benfica Portugal               | 2001-02       | 1.ª           | 25    | 0     | 3                | 0                | —                       | —                       | 28    | 0     |
| S.L. Benfica Portugal               | Total         | Total         | 77    | 0     | 8                | 0                | 8                       | 0                       | 93    | 0     |
| F. C. Barcelona · España            | 2002-03       | 1.ª           | 1     | 0     | 1                | 0                | 2                       | 0                       | 4     | 0     |
| Fenerbahçe S.K. Turquía             | 2003-04       | 1.ª           | 1     | 0     | 0                | 0                | —                       | —                       | 1     | 0     |
| C. D. Tenerife · España             | 2003-04       | 2.ª           | 9     | 0     | —                | —                | —                       | —                       | 9     | 0     |
| Hannover 96 · Alemania              | 2004-05       | 1.ª           | 34    | 0     | 4                | 0                | —                       | —                       | 38    | 0     |
| Hannover 96 · Alemania              | 2005-06       | 1.ª           | 32    | 0     | 3                | 0                | —                       | —                       | 35    | 0     |
| Hannover 96 · Alemania              | 2006-07       | 1.ª           | 34    | 0     | 4                | 0                | —                       | —                       | 38    | 0     |
| Hannover 96 · Alemania              | 2007-08       | 1.ª           | 34    | 0     | 2                | 0                | —                       | —                       | 36    | 0     |
| Hannover 96 · Alemania              | 2008-09       | 1.ª           | 24    | 0     | 2                | 0                | —                       | —                       | 26    | 0     |
| Hannover 96 · Alemania              | 2009-10       | 1.ª           | 6     | 0     | 1                | 0                | —                       | —                       | 7     | 0     |
| Hannover 96 · Alemania              | Total         | Total         | 164   | 0     | 16               | 0                | —                       | —                       | 180   | 0     |
| Total carrera                       | Total carrera | Total carrera | 287   | 0     | 29               | 0                | 10                      | 0                       | 326   | 0     |
| 1.                                  |               |               |       |       |                  |                  |                         |                         |       |       |

## Palmarés

### Títulos nacionales
| Título               | Club            | País    | Año     |
| -------------------- | --------------- | ------- | ------- |
| Superliga de Turquía | Fenerbahçe S.K. | Turquía | 2003-04 |

### Distinciones individuales
| Distinción                                     | Año     |
| ---------------------------------------------- | ------- |
| Portero del año de la Bundesliga de kicker     | 2006    |
| Futbolista del año de NFV                      | 2007    |
| Equipo de la temporada de la Bundesliga de VDV | 2008-09 |
| Portero del año de la Bundesliga de kicker     | 2009    |